# Пиатра Алба (Бузау)
Пиатра Алба (рум. Piatra Albă) насеље је у Румунији у округу Бузау у општини Одаиле. Oпштина се налази на надморској висини од 425 m.

## Становништво
Према подацима из 2002. године у насељу је живело 158 становника, од којих су сви румунске националности.